# Ubox
Ubox ist ein Dateiformat der Anwendung Universe Sandbox. UBOX bedeutet „Universe Sandbox data file“ (Universe-Sandbox-Datendatei). Ubox-Dateien sind umbenannte ZIP-Dateien, in denen sich XML-Dateien befinden, die die Simulationsparameter (wie z. B. die Position von Planeten, Sternen und die Zeit) angeben.

## Ausführen von UBOX-Dateien
Ubox-Dateien können in drei verschiedenen Varianten ausgeführt werden:
1. Doppelklick
2. Rechtsklick > Universe Sandbox File oder
3. Die UBOX-Datei(en) in den Simulationsordner der Universe-Sandbox-Installation (...\Your Universe Sandbox Directory\Simulations) verschieben/kopieren, Universe Sandbox starten und im rechten Menü-Feld auswählen.